# 姚之駰
姚之駰（?—?），字魯思，浙江錢塘縣（今杭州市）人，清代政治人物、學者。

## 生平
康熙六十年（1721年）辛丑科進士，選庶吉士，散館授編修。官至監察御史。輯有《〈后漢書〉補逸》二十一卷，收錄《后漢書》不傳者八家——東漢劉珍《東觀漢記》八卷，三國謝承《后漢書》四卷，晉薛瑩《后漢書》、晉張璠《后漢記》、晉華嶠《后漢書》、晉謝沈《后漢書》一卷、晉袁山松《后漢書》一卷，晉司馬彪《續漢書》四卷。另著有《類林新詠》三十六卷。